# 友塔纳·布格朗
友塔纳·布格朗（1991年11月16日—），泰国男演员、歌手。代表影视作品有《心之影》、《皇冠之战2》等。